# Constantán

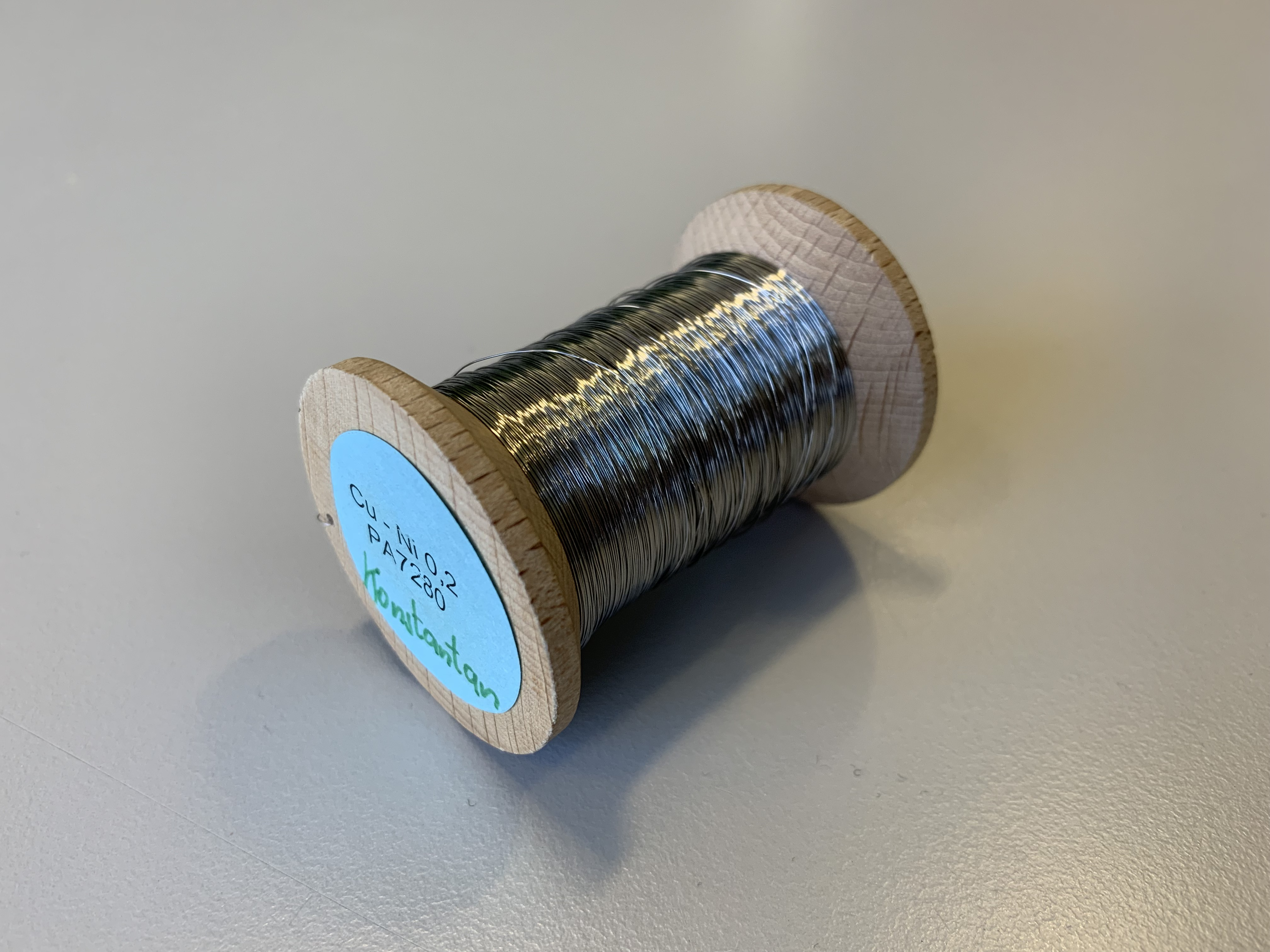
Cable de Constantán de 0.2 mm de diámetro.

El constantán es una aleación, generalmente formada por un 55% de cobre, 45% de níquel (Cu55Ni45) y una pequeña cantidad (en torno a 1,5%) de manganeso. Se caracteriza por tener una resistencia eléctrica constante en un amplio rango de temperaturas, es uno de los materiales más utilizados para la fabricación de monedas. También se usa habitualmente en el diseño de galgas extensiométricas dadas sus apropiadas características para este uso. 
Hay otras aleaciones conocidas por tener también un muy pequeño coeficiente de temperatura, por ejemplo el manganin (Cu86Mn12Ni2).

## Características físicas
| Resistividad                     | 4,9x10-7 Ω*m    |
| Coeficiente de temperatura       | +/-0,00002 °C-1 |
| Densidad                         | 8,8 g/cm³       |
| Calor específico                 | 0,41 kJ/(kg*K)  |
| Coeficiente de dilatación lineal | 14,9x10-6 °C-1  |
| Punto de fusión                  | 1225-1300 °C    |